# Felix Guattari entrevista Lula
Felix Guattari entrevista Lula é um livro-reportagem de 1982 que contém a transcrição de uma entrevista concedida por Luiz Inácio Lula da Silva, então candidato nas eleições estaduais para o governo de São Paulo em 1982 e principal líder trabalhista dentro do movimento sindical brasileiro, ao filósofo e psiquiatra francês Félix Guattari.
No livro, são abordados diversos temas, como o potencial do Partido dos Trabalhadores (PT) frente aos partidos de oposição (especialmente o Partido do Movimento Democrático Brasileiro – PMDB), as bases católicas vinculadas ao PT, o funcionamento interno do partido, além de temas internacionais, como a relação do PT com a Internacional Socialista, o intervencionismo dos Estados Unidos em Cuba e comparações entre os cenários políticos do Brasil e França.
A transcrição da entrevista foi republicada na coletânea de textos Micropolítica, Cartografias do Desejo (1986), organizada pela filósofa brasileira Suely Rolnik. O texto é considerado uma obra relevante por fornecer um registro histórico do nascimento e formação da ideologia petista, bem como por ser um dos exemplos do interesse de Guattari pelas multiplicidades de visões políticas e culturais – tema comum em sua obra própria, bem como nos textos conjuntos que escreveu com o filósofo Gilles Deleuze.